# Semi-Apollon
Parnassius mnemosyne
Espèce
Le Semi-Apollon (Parnassius mnemosyne) est une espèce d'insectes lépidoptères (papillons) de la famille des Papilionidae, de la sous-famille des Parnassiinae et du genre Parnassius.

## Description
Le Semi-Apollon est un papillon de taille moyenne, dont l'envergure va de 25 à 32 mm, au corps velu comme tous les papillons du genre Parnassius. Les ailes présentent sur un fond blanc des nervures noires très marquées et l'aile antérieure porte deux macules noires. L'apex est grisé et ce grisé est plus marqué en altitude chez les femelles. Le verso est identique.

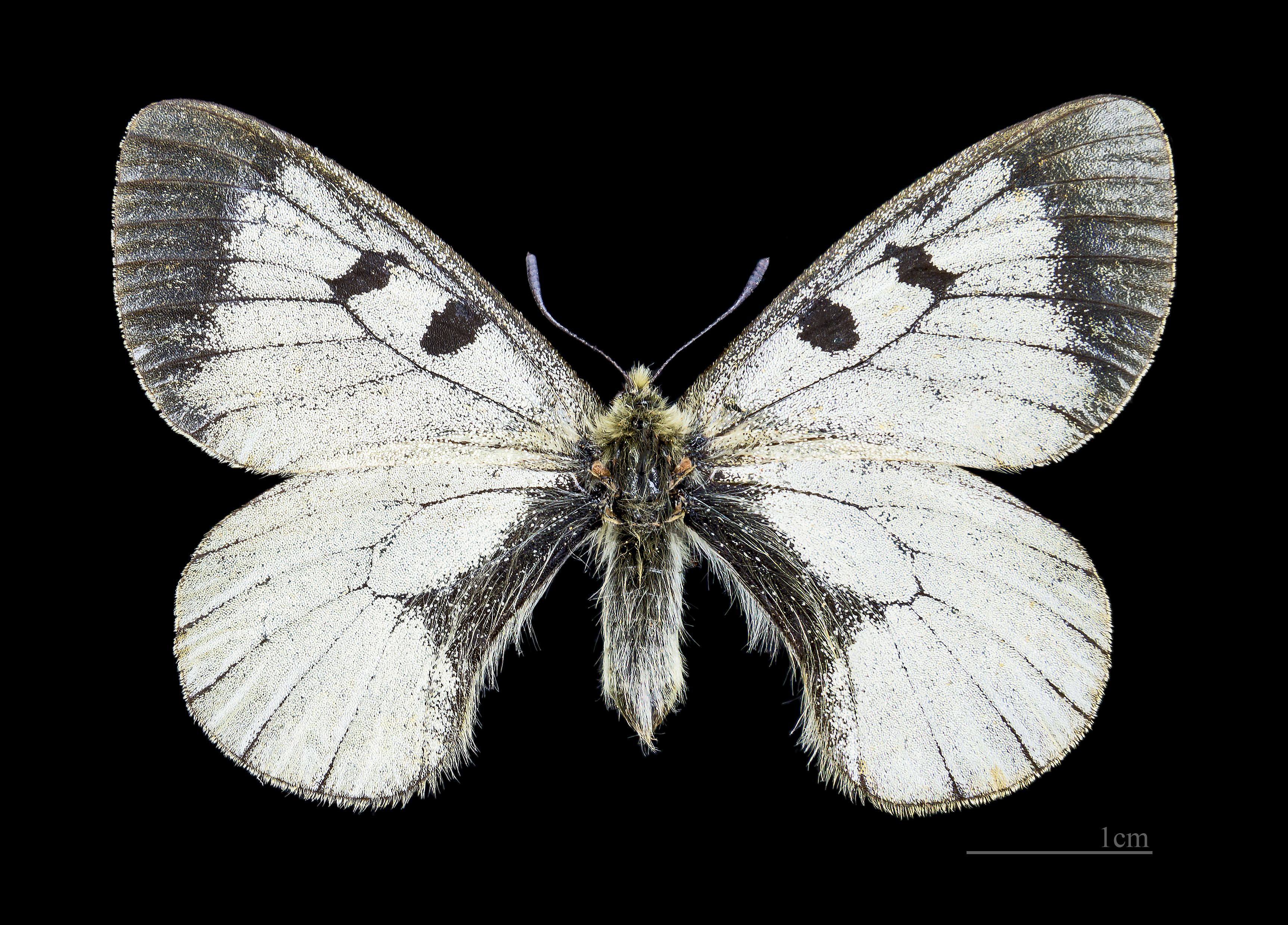
♂ Face dorsale Mont Dore- Muséum de Toulouse
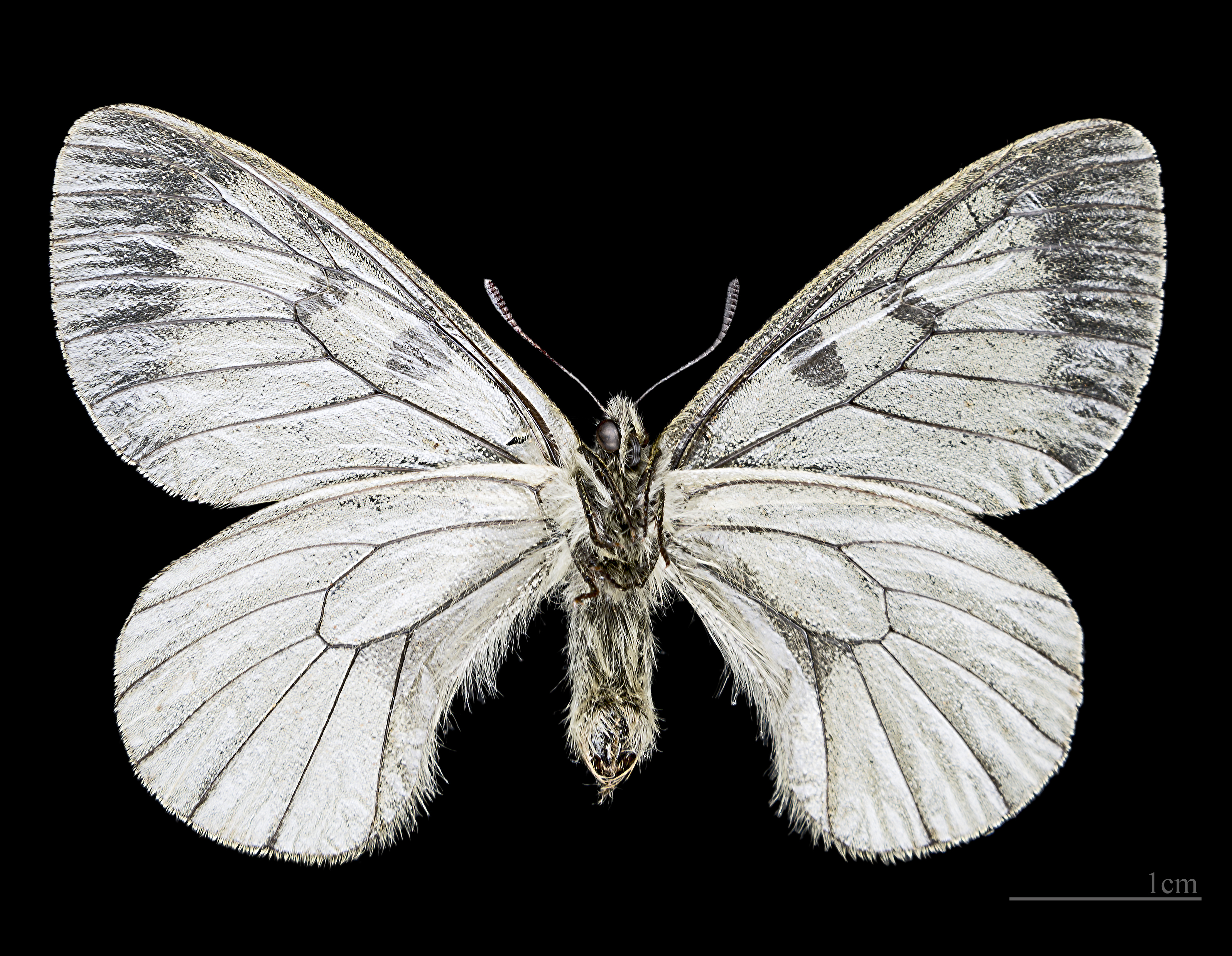
♂ Face ventrale Mont Dore- Muséum de Toulouse

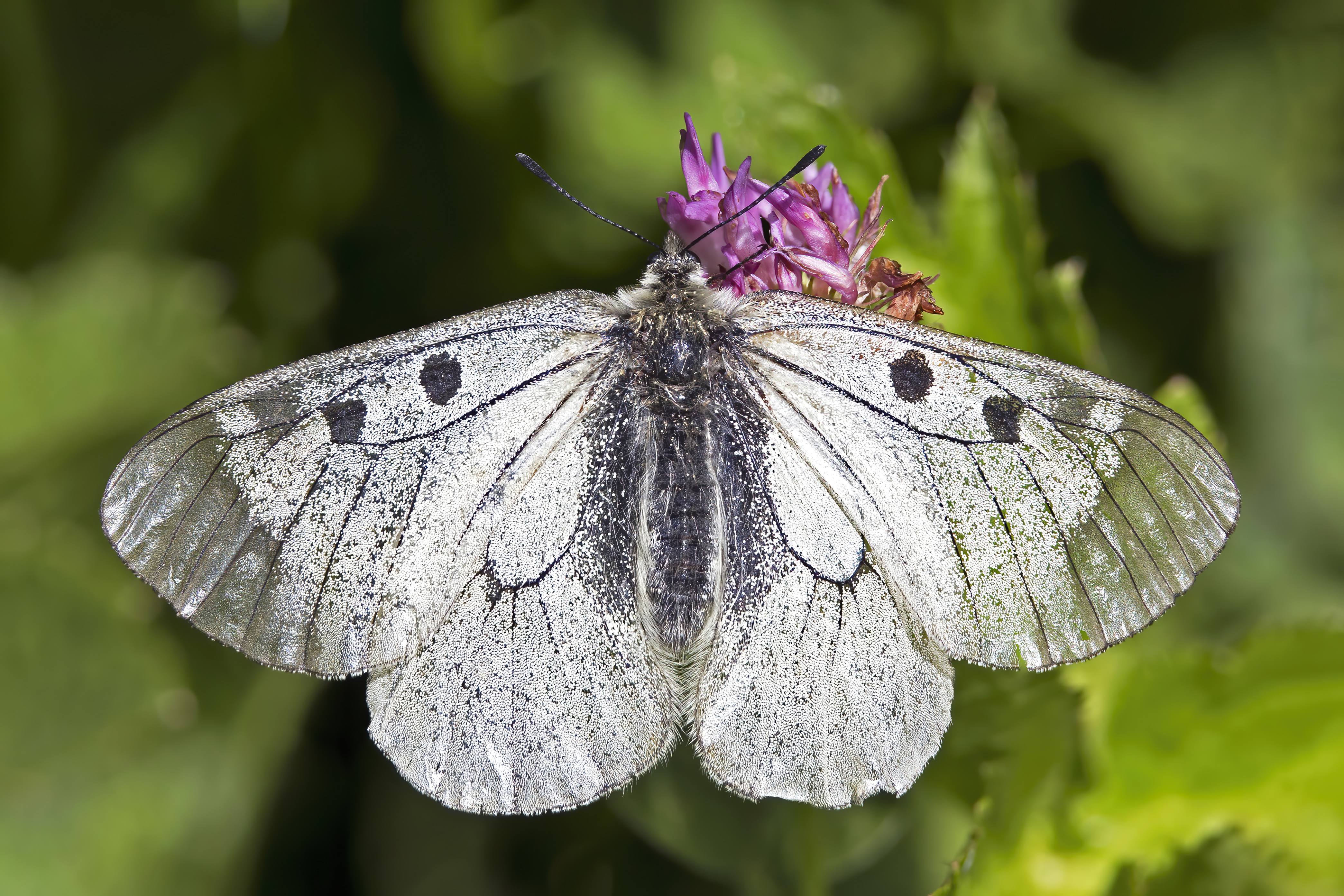
Un semi-apollon en Slovénie. Juin 2022.

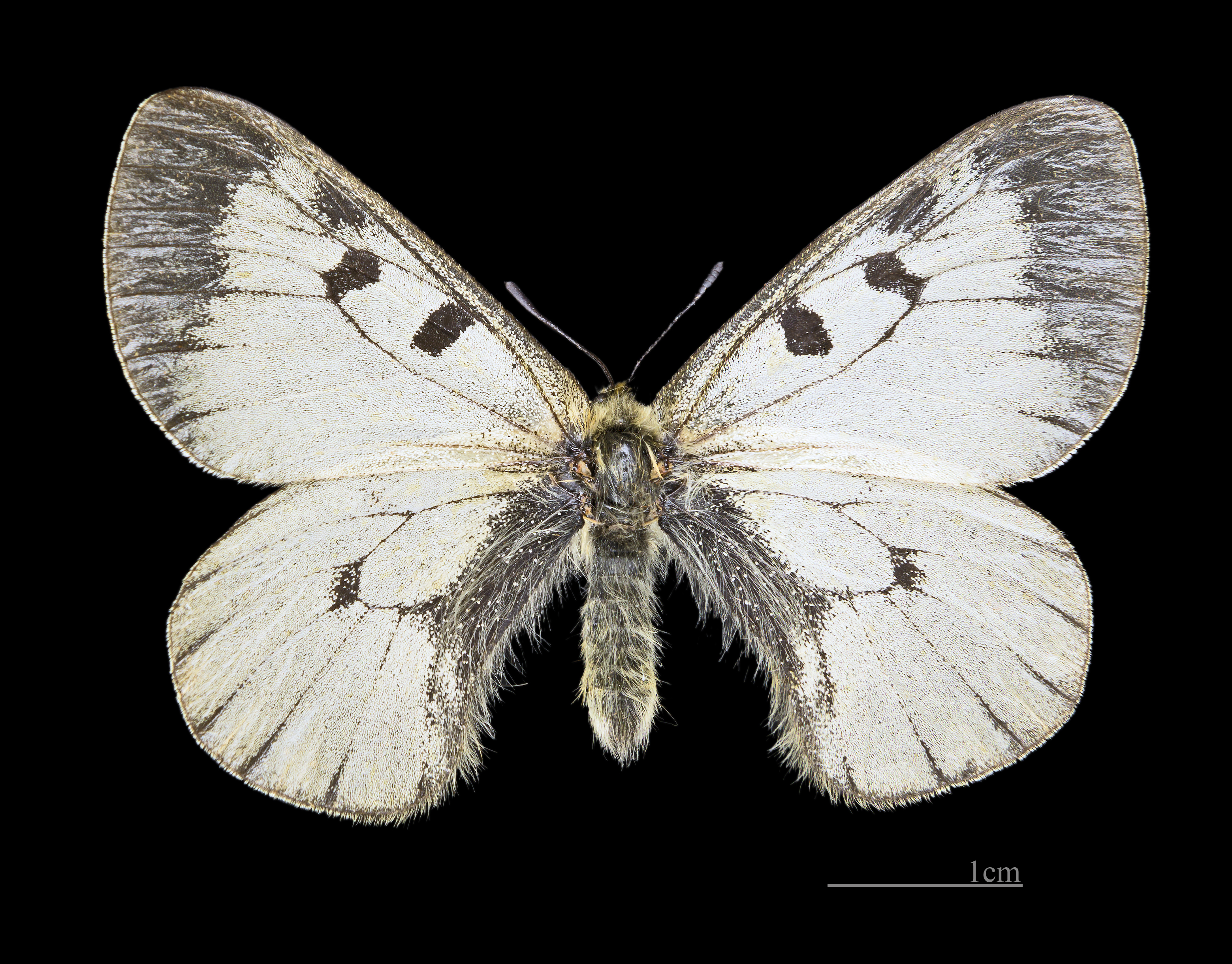
♀ Face dorsale Mont Dore- Muséum de Toulouse
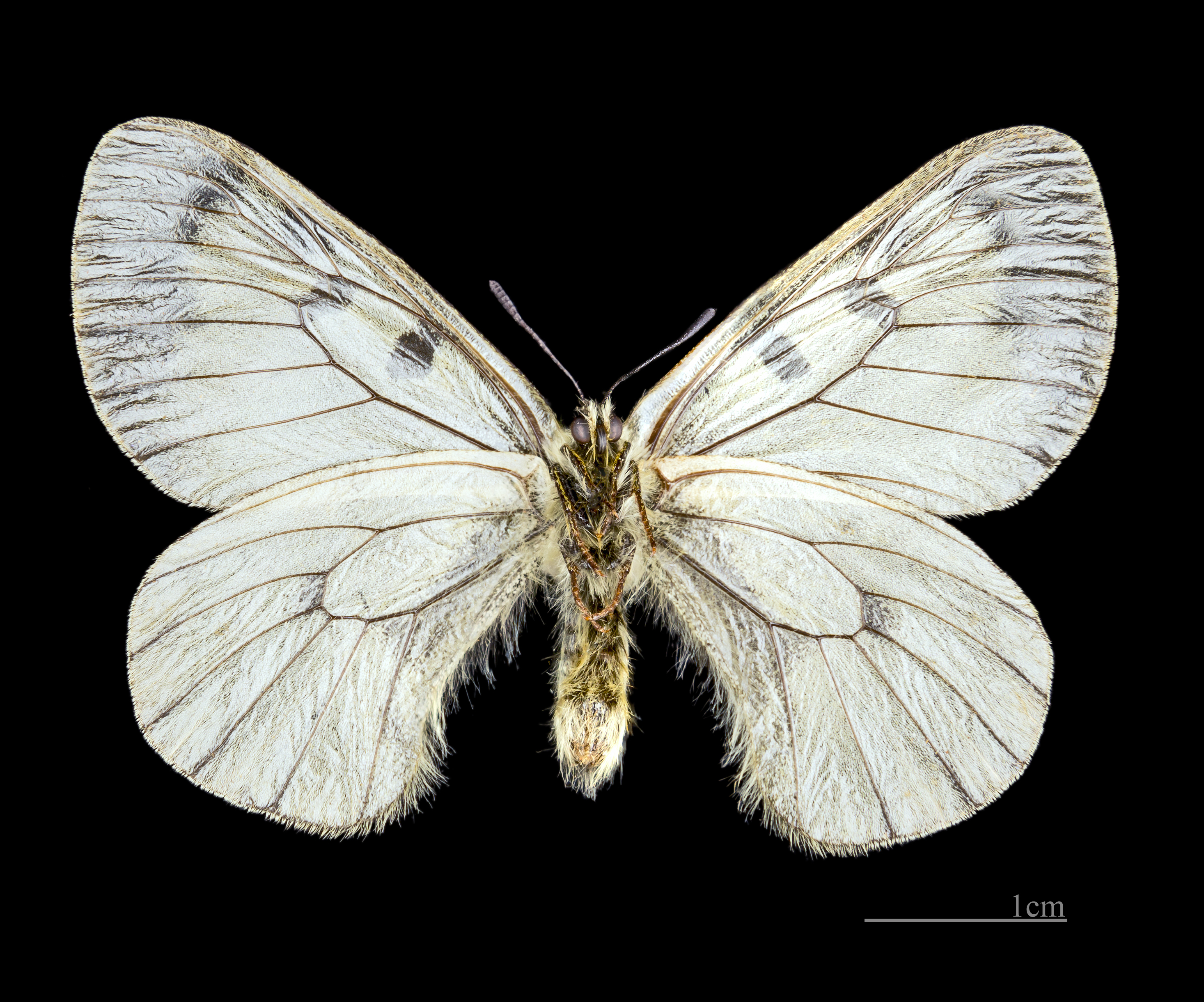
♀ Face ventrale Mont Dore- Muséum de Toulouse

### Chenille et chrysalide
Les œufs, déposés vers juillet, peuvent éclore au cours de l'été ou attendre le printemps suivant. 
Les chenilles sont noires à taches orange placées en lignes. Vers mai, elles donnent une chrysalide brune.

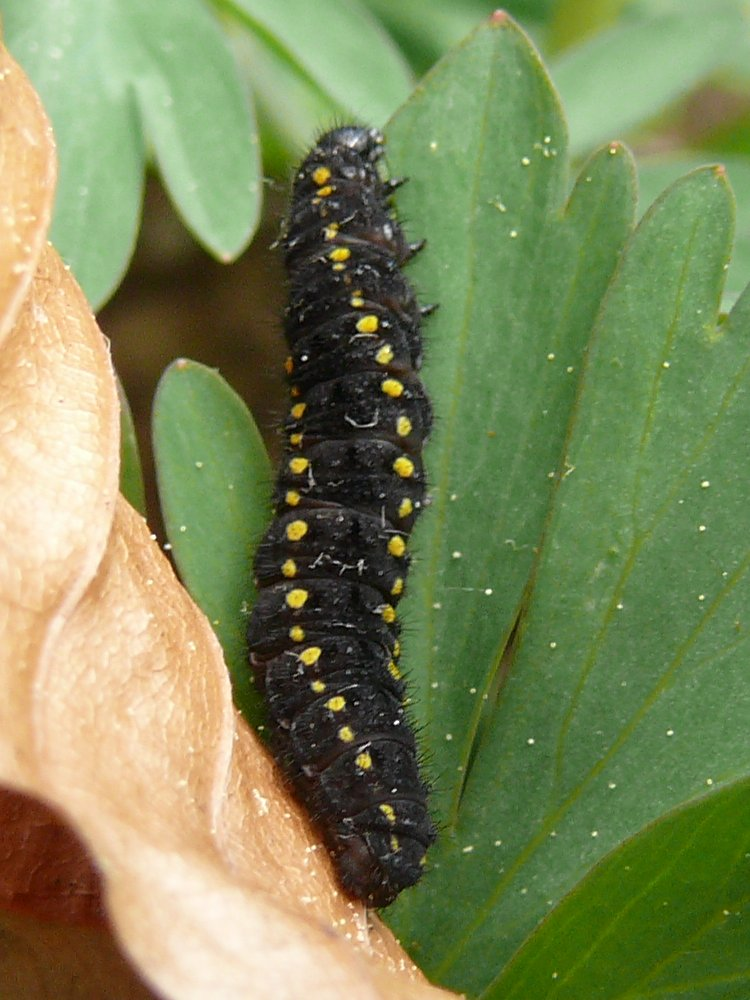
Chenille.

## Biologie

### Accouplement
La femelle fécondée est porteuse d'un sphragis volumineux, pièce cornée jaunâtre produite par le mâle qui la sécrète durant la copulation. Il empêcherait la femelle de s'accoupler à nouveau ultérieurement comme, les "obturateurs" d'épigyne chez certaines Araignées (Argyrodes). Un sphragis moins spectaculaire se rencontre chez d'autres Parnassiinae. 
Selon certains auteurs, la femelle fécondée serait susceptible de striduler en raclant, au repos, le dessous des ailes postérieures étendues avec sa troisième paire de pattes tandis que les deux autres la fixent au support. Le bruit ainsi produit serait perceptible jusqu'à une distance de 3 m. 

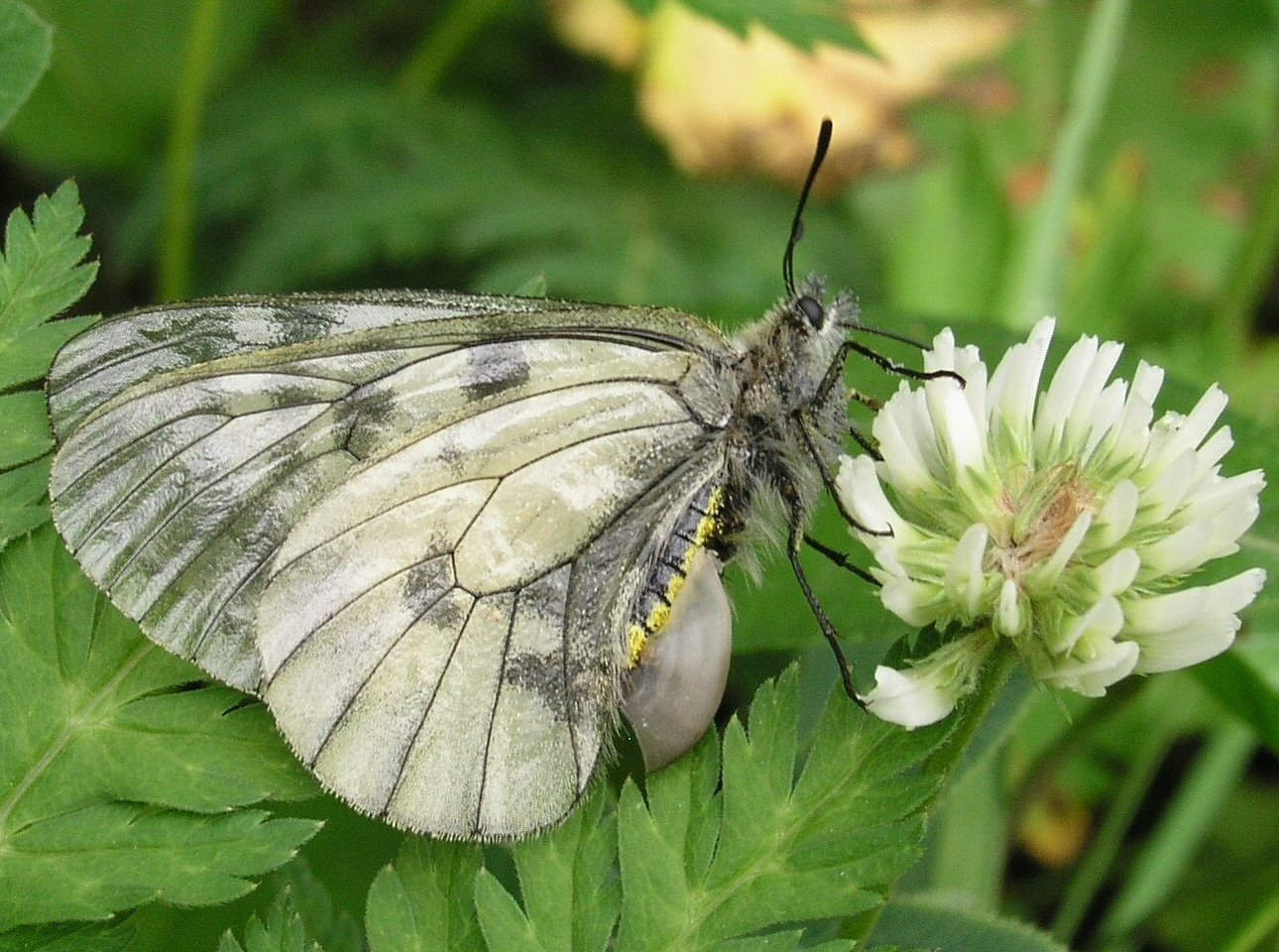
Femelle de Semi-Apollon fécondée et portant un sphragis. Vue latérale droite. Ailefroide, Hautes Alpes.

### Période de vol et hivernation
L'hivernation se fait au stade d'œuf, plus rarement de chenille.

### Plantes hôtes
Les plantes hôtes sont des Corydalis, herbacées  annuelles ou vivaces de la famille des Fumariacées, surtout Corydalis cava et Corydalis solida.

## Écologie et distribution
Son aire de répartition comprend toutes les montagnes d'Europe de la Scandinavie à l'Italie et la Grèce.
En France il est présent dans les Pyrénées, le Massif central et les Alpes,.

### Biotope
Il est inféodé aux prairies humides et aux bois clairs des montagnes vers 2 000 mètres.

## Systématique
L'espèce actuellement appelée Parnassius mnemosyne a été décrite par le naturaliste suédois Carl von Linné en 1758 sous le nom initial de Papilio mnemosyne. 
L'épithète spécifique fait référence à Mnémosyne, déesse grecque de la mémoire.

### Synonymes
- Papilio mnemosyne Linnaeus, 1758 — protonyme
- Driopa mnemosyne Linnaeus, 1758
- Paranassius mnemosyne var. ochracea Austaut, 1891 [5]
- Papilio athene Stichel, 1908
- Parnassius mnemosyne vernetanus[6].

### Taxinomie
Il existe un sous genre : Driopa. Le nom complet est Parnassius (Driopa) mnemosyne (Linnaeus, 1758)
Liste de sous-espèces
- Parnassius mnemosyne adamellicus

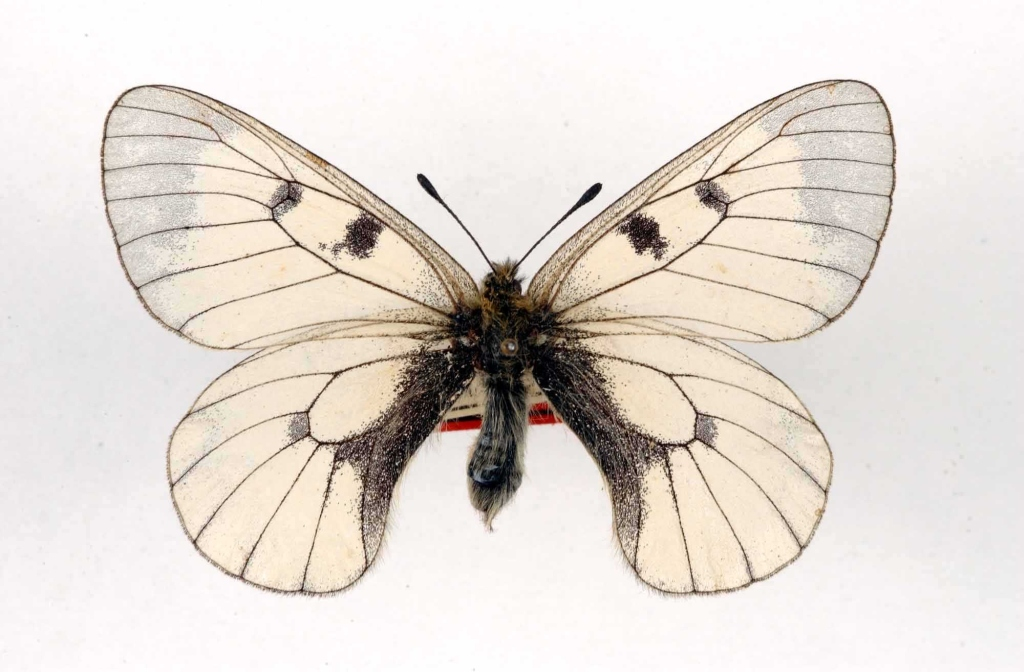
Parnassius mnemosyne adamellicus

- Parnassius mnemosyne arioovistus  (Fr.)
- Parnassius mnemosyne balcanica  (Bryk & Eisner, 1930)
- Parnassius mnemosyne batavus (Fr.)
- Parnassius mnemosyne bucharanus (Bryk, 1912)
- Parnassius mnemosyne caucasia  (Verity, 1911)
- Parnassius mnemosyne craspedontis [Fruhstorfer, 1909]
- Parnassius mnemosyne falsus (Pagenstecher, 1911)
- Parnassius mnemosyne giganteus (Staudinger, 1886)
- Parnassius mnemosyne hartmanni Stndfs. — dans les Alpes
- Parnassius mnemosyne hassicus (Pag.)
- Parnassius mnemosyne hercynianus
- Parnassius mnemosyne leonhardiana (Fruhstorfer, 1917)
- Parnassius mnemosyne nivalis (Grose-Smith, 1908)
- Parnassius mnemosyne nubilosus (Christoph, 1873)
- Parnassius mnemosyne ochraceus (Austaut, 1891)
- Parnassius mnemosyne orientalis (Verity, 1911)
- Parnassius mnemosyne parnassia (Bryk, 1932)
- Parnassius mnemosyne problematicus (Bryk, 1912)
- Parnassius mnemosyne talboti Bryk, 1932)
- Parnassius mnemosyne ucrainicus (Bryk & Eisner, 1932)
- Parnassius mnemosyne ugrjumovi (Bryk, 1914)
- Parnassius mnemosyne uralka (Bryk, 1921)
- Parnassius mnemosyne valentinae (Sheljuzhko, 1943)
- Parnassius mnemosyne weidingeri (Bryk & Eisner, 1932)[7]

## Le Semi-Apollon et l'Homme

### Noms vernaculaires
- en français : le Semi-Apollon, nom qui fait référence à l'Apollon, le plus connu des Parnassius, qui tient lui-même son nom du dieu grec de la lumière et des arts, Apollon.
- en anglais : clouded Apollo
- en allemand : Schwarzer Apollo
- en espagnol : blanca de Asso

### Protection
Parnassius mnemosyne est inscrit sur la liste des insectes strictement protégés de l'annexe 2 de la Convention de Berne.
C' est une espèce protégée inscrite sur la liste des insectes strictement protégés de l'annexe IV de la Directive Habitats du Conseil de l'Europe concernant la conservation des habitats naturels ainsi que de la faune et de la flore sauvages du 21 mai 1992 et en France est sur la liste rouge des insectes de France métropolitaine (arrêté du 23 avril 2007 abrogeant l'arrêté du 22 juillet 1993 fixant la liste des insectes protégés sur le territoire français métropolitain).